# WorldPride Madrid 2017
El WorldPride Madrid 2017 és la cinquena edició del WorldPride celebrada amb motiu del Dia Internacional de l'Orgull LGBT. Se celebra a la ciutat espanyola de Madrid del 23 de juny al 2 de juliol del 2017. Aquesta edició del Dia de l'Orgull a Madrid també coincideix amb la 24ª edició de l'Europride, que té lloc per segona vegada a la capital espanyola (després del 2007).

## Elecció
A la 30ª conferència anual de l'InterPride, celebrada a l'octubre del 2013 a la ciutat de Boston, l'organització d'InterPride va votar per establir el títol "WorldPride" i l'hi va atorgar a la ciutat de Madrid.
Les ciutats candidates per organitzar l'esdeveniment de 2017 van ser Berlín, Sydney i Madrid, però aquesta última va guanyar-ho per unanimitat a la votació de les més de 80 delegacions d'arreu del món que es van ajuntar a la ciutat de Boston. Això es va produir quan Berlin i Sidney no van superar les fases prèvies a l'elecció.
La reeixida candidatura de Madrid va ser presentada per representants de l'Oficina de Turisme de la Ciutat de Madrid, Miguel Sanz, i els membres de l'Associació d'Empresaris i Professionals per a Gais, Lesbianes, Bisexuales i Transexuales de Madrid (AEGAL). El membre de AEGAL, Juan Carlos Cano, va manifestar: «la llibertat, el respecte i la igualtat de drets està en l'esperit de la World Pride».